# Даяна Риг
Дама Инид Даяна Елизабет Риг (на английски: Enid Diana Elizabeth Rigg) е английска театрална и филмова актриса. Едни от най-популярните ѝ роли са на Ема Пийл в сериала „Отмъстителите“ (1965 – 1968); графиня Тереза ди Виченцо, съпруга на Джеймс Бонд в „В тайна служба на Нейно Величество“ (1969); Олена Тирел в „Игра на тронове“ (2013 – 2017) и изпълнението ѝ като Медея на Бродуей и във Великобритания.
Риг има успешна кариера и в театъра, като дебютира на сцена през 1957 г. в пиесата „Кавказкият тебеширен кръг“. През 1959 г. се присъединява към Кралската шекспирова трупа. Дебютира на Бродуей в постановката „Абелар и Елоиз“ през 1971 г. Изпълнява главната роля в „Медея“, както в Лондон, така и в Ню Йорк, и през 1994 г. печели за превъзплъщението си наградата „Тони“ за най-добра актриса в пиеса. За своите заслуги към театралното изкуство през 1988 г. получава Орден на Британската империя, клас Командор, а през 1994 г. – клас Дама-командор.
Риг се появява в много сериали и филми, включително в ролите на Елена в „Сън в лятна нощ“ (1968), Лейди Холидей в „Голямата лудория на мъпетите“ (1981) и Арлена Маршал в „ Зло под слънцето“ (1982). Печели наградата на Британската академия за най-добра телевизионна актриса за минисериала на Би Би Си „Майка любов“ (1989 г.) и „Еми“ за ролята си на г-жа Денвърс в римейк на „Ребека“ (1997).

## Детство и образование
Риг е родена през 1938 г. в Донкастър, по това време част от Западния райдинг на Йоркшър (сега в Южен Йоркшър), в семейството на Луис и Берил Хилда Риг (родена Хелиуел). Баща ѝ е роден в Йоркшър, работил е в инженерството и се премества в Индия, за да се възползва от възможностите за кариера там, работейки за железницата. Майка ѝ се връща в Англия за раждането на Риг, защото има лош опит по време на раждането на първото си дете във военна болница в Индия. От двумесечна възраст до навършването на 8 години, Риг живее в Биканер, Раджастан, Индия, където баща ѝ работи, стигайки до позицията на ръководител в държавната железница на Биканер. През тези години Риг говори хинди като втори език.
По-късно Риг е изпратена обратно в Англия, където посещава интернат – училището за момичета Фулнек, в моравско селище близо до Пъдси. Риг мрази интерната, където се чувства като риба на сухо, но вярва, че Йоркшър е изиграл по-значима роля в оформянето на нейния характер, отколкото Индия. Учи актьорско майсторство в Кралската академия за драматично изкуство от 1955 до 1957 г., където сред съучениците ѝ са Гленда Джаксън и Сиан Филипс.

## Театрална кариера
Кариерата на Риг в киното, телевизията и театъра е широкообхватна, включвайки и роли в Кралската шекспирова трупа между 1959 и 1967 г. Професионалният ѝ дебют е като Наташа Абашивили в продукцията на RADA на „Кавказкият тебеширен кръг“ на фестивала в Йорк през 1957 г.
Тя се завръща на сцената в пиесата на Роналд Милър „Абелар и Елоиз“ в Лондон през 1970 г., а през 1971 г. дебютира на Бродуей със същата пиеса, в която се появява гола с Кийт Мишел. Печели първата от трите си номинации за награда Тони за най-добра актриса в пиеса. Втората си номинация получава през 1975 г. за „Мизантроп“ . Като член на Кралския национален театър в Олд Вик от 1972 до 1975 г., Риг получава главни роли в премиерни постановки на две пиеси на Том Стопард, Дороти Мур в „Джъмпери“ (Национален театър, 1972 г.) и Рут Карсън в „Нощ и ден“ (Театър „Феникс“, 1978 г.).
През 1982 г. Риг участва в мюзикъла „Колет“, създаден от Том Джоунс и Харви Шмид и базиран на живота на френската писателка със същото име, но мюзикълът е отменен по време на американско турне по пътя към Бродуей. През 1987 г. получава главна роля в постановката за Уест Енд на мюзикъла „Глупости“ на Стивън Зондхайм. През 90-те години на миналия век Риг има успешни роли в театъра „Алмейда“ в Ислингтън, включително „Медея“ през 1992 г. (която се прехвърля в театъра „Уиндъм“ през 1993 г. и след това на Бродуей през 1994 г., за която получава наградата „Тони“ за най-добра актриса), „Майка храброст“ в Националния театър през 1995 г. и „Кой се страхува от Вирджиния Улф“ в театър „Алмейда“ през 1996 г. (който се прехвърля в театър „Олдвич“ през октомври 1996 г.).
През 2004 г. Риг участва в ролята на Вайълет Венейбъл в постановката на Шефилдския театър „Внезапно, миналото лято“ по Тенеси Уилямс, която последствие се прехвърля в театър „Албъри“. През 2006 г. се появява в театъра „Уиндъм“ в лондонския Уест Енд в драма със заглавието „Чест“ която се играе да кратък период, но при добър успех. През 2007 г. играе ролята на Хума Рохо в продукцията на Олд Вик по „Всичко за майка ми“, адаптирана от Самюел Адамсън и базирана на филма със същото заглавие, режисиран от Педро Алмодовар.
През 2008 г. Риг играе в постановката „Вишнева градина“ на Фестивалния театър „Чичестър“, където се връща отново през 2009 г., за да участва в „Сенна хрема" на Ноъл Кауърд. През 2011 г. играе ролята на г-жа Хигинс в "Пигмалион" в театър „Гарик“, заедно с Рупърт Евърет и Кара Тойнтън, след като 37 години по-рано е играла ролята на Илайза Дулитъл в постановка на същата пиеса в театър „Албъри“.
През февруари 2018 г. Риг се връща на Бродуей като г-жа Хигинс (роля без песни) в мюзикъла „Моята прекрасна лейди“. По този повод тя коментира: „Мисля, че е толкова специално. Когато ми предложиха ролята на г-жа Хигинс, си помислих, че това е прекрасна идея." Ролята ѝ носи четвърта номинация за награда „Тони“.

## Филмова и телевизионна кариера
От 1965 до 1968 г. Риг участва редом с Патрик Макний (като Джон Стийд) в 51 епизода на британския телевизионен сериал „Отмъстителите“ (1961 – 1969) в ролята на таен агент Ема Пийл. Тя замества Елизабет Шепърд скоро след като Шепърд е отстранена от ролята след заснемането на два епизода. Риг се явява на прослушване за ролята по прищявка, без да е гледала сериала преди това. Въпреки че става изключително популярна в поредицата, тя не харесва липсата на личен живот, която популярността ѝ носи и се чувства неудобно в новата си роля на секс символ. В интервю за Гардиън през 2019 г. Риг заявява, че превръщането в секс символ за една нощ я е шокирало. Тя не харесва и начина, по който я третира продуцентската компания Associated British Corporation (ABC).
За втория си сезон тя иска увеличение на заплатата ѝ от 150 на 450 британски лири на седмица; по този повод през 2019 г. – когато неравенството в заплащането между половете става актуална тема – тя споделя, че „нито една жена в индустрията не ме подкрепи. . . Нито Патрик [Макний, нейният партньор]. . . Бях обрисувана в пресата като това меркантилно създание, когато всичко, което исках, беше равенство. Толкова е потискащо, че все още говорим за разликата в заплащането между половете." Тя напуска сериала след втората година. Патрик Макний отбелязва, че по-късно Риг му е казала, че смята него и шофьора си за единствените си приятели на снимачната площадка.
На големия екран Риг става едно от момичетата на Бонд във филма „В тайна служба на Нейно Величество“ (1969 г.), играейки Трейси Бонд, единствената съпруга на Джеймс Бонд (в ролята Джордж Лейзънби). Тя казва, че е поела ролята с надеждата да стане по-позната в Съединените щати. През 1973 – 74 г. участва в краткотраен американски ситком със заглавието „Даяна“.
Другите ѝ филми от този период включват „Бюрото за убийства“ (1969), „Юлий Цезар“ (1970), „Болницата“ (1973), „В тази къща на Бреде“ (1975) по книгата на Румър Годън, и „Малка нощна музика“ (1977). Тя се появява като главната героиня в „Маркиза“ (1980), телевизионна адаптация на пиеса на Ноъл Кауърд. Участва в главната роля в продукцията на Йоркширската телевизия „Хеда Габлер“ по Хенрик Ибсен (1981) и в ролята на Лейди Холидей във филма „Голямата лудория на мъпетите“ (също 1981 г.). На следващата година получава признание за изпълнението си като Арлена Маршал във филмовата адаптация на романа „Зло под слънцето" на Агата Кристи.
През 1983 г. Риг играе ролята на Регана, коварната втора дъщеря на краля, в телевизионна продукция на „Крал Лир“ от Гренада Телевижън с Лорънс Оливие в главната роля. Като Лейди Дедлок тя участва заедно с Денъм Елиът в телевизионна версия на „Мрачната къща" на Дикенс (BBC, 1985 г.) и играе Злата кралица, мащехата на Снежанка, във филмовата адаптация на „Снежанка“ (1987 г.) от Кенън Муви Тейлс. През 1989 г. играе Хелена Веси в „Майка любов“ на Би Би Си; превъплъщението ѝ в обсебваща майка, която е готова на всичко, дори да извърши убийство, за да запази контрола над сина си, носи на Риг награда за най-добра телевизионна актриса от Британската академия за филмово и телевизионно изкуство през 1990 г.
През 1995 г. Риг участва в телевизионна адаптация по романа „Зоя“ на Даниел Стийл в ролята на Евгения, баба на главната героиня.
Телевизионните роли на Риг включват г-жа Денвърс в телевизионния филм „Ребека“ (1997 г.), за който печели награда „Еми“, в продукцията на PBS „Мол Фландърс“ и като детективът-аматьор г-жа Брадли в „Мистериите на г-жа Брадли“. В този сериал на Би Би Си, излъчен за първи път през 2000 г., тя играе детектива на Гладис Мичъл, Дама Беатрис Адела Льо Стрейндж Брадли, ексцентрична възрастна жена, която работи за Скотланд Ярд като патолог. Сериалът няма успех и не е подновен за втори сезон.
От 1989 г. до 2003 г. Даяна Риг е водеща на телевизионния сериал на PBS „Мистерия!“, излъчван в САЩ от телевизионния оператор на PBS WGBH – позиция, която наследява от Винсънт Прайс, неин колега от „Театър на кръвта“.
Риг участва и в епизод от втория сезон на комедийната поредица „Екстри“ на Рики Джървейс, заедно със звездата от Хари Потър Даниъл Радклиф, както и във филма от 2006 г. „Цветният воал“, в който играе монахиня.
През 2013 г. участва заедно с дъщеря си Рейчъл Стърлинг, Мат Смит и Джена-Луиз Коулман в епизод на „Доктор Кой“, базиран на история от викторианската епоха, наречена „Ужасът от Кримсън“. Епизодът е написан специално за нея и дъщеря ѝ от Марк Гатис и е излъчен като част от сезон 7. Двете са участвали и преди в една и съща продукция – филма „В началото“ (2000 г.) на Ен Би Си, но за първи път играят заедно и за първи път в кариерата си Риг има възможност ад ползва родния си йоркшърски акцент за роля.
През същата година Риг е избрана за периодичната роля на лейди Олена Тирел в третия сезон на HBO поредицата „Игра на тронове“ – остроумен, саркастичен и политически умел персонаж, известна като Кралица на тръните и баба по бащина линия на героинята Марджъри Тирел. Нейното изпълнение е добре прието както от критиците, така и от публиката и ѝ печели номинация за награда „Еми“ за изключителна гостуваща актриса в драматичен сериал на 65-те награди „Еми“ през 2013 г. През 2014 г. Риг отново играе ролята на лейди Олена в четвъртия сезон на „Игра на тронове“ и през юли получава втора номинация за награда „Еми“ за гостуваща актриса.  През 2015 и 2016 г. ролята на героинята ѝ е разширена спрямо книгите и тя отново се включва в състава на сериала. Персонажът е убит в седмия сезон, като последното изпълнение на Риг получава широко одобрение на критиците. През април 2019 г. Риг споделя, че никога не е гледала „Игра на тронове“, преди или след участието си в сериала.
През есента на 2019 г. Риг заснема ролята на г-жа Пъмфри в Бротън Хол, близо до Скиптън, за „За всички същества – големи и малки“. Риг умира след завършване на снимките на първия сезон. Последното ѝ изпълнение е в британския филм на ужасите „Снощи в Сохо“ .

## Личен живот
През 60-те години Риг живее осем години с режисьора Филип Савил и привлича вниманието на таблоидната преса, като заявява, че няма интерес да се омъжи за по-възрастния и вече женен Савил, нито пък желание да се държи подобаващо. От 1973 до 1976 г. е омъжена за Менахем Гюфен, израелски художник. На 25 март 1982 г. се омъжва за Арчибалд Стърлинг, театрален продуцент и бивш офицер от шотландската гвардия, с когото се развежда през 1990 г. след аферата му с актрисата Джоли Ричардсън. Със Стърлинг Риг има дъщеря, актрисата Рейчъл Стърлинг, която е родена през 1977 г. пет години преди сключването на брака им.
Даяна Риг почива в дома си в Лондон на 10 септември 2020 г. на 82 години. Дъщеря ѝ Рейчъл Стърлинг съобщава, че причината за смъртта е рак на белия дроб, който е бил диагностициран през март.